# Джонс, Брайонна
Брайонна Джонс (англ. Brionna Jones; род. 18 декабря 1995 года, Балтимор, штат Мэриленд, США) — американская профессиональная баскетболистка, которая выступает в женской национальной баскетбольной ассоциации за клуб «Атланта Дрим». Была выбрана на драфте ВНБА 2017 года в первом раунде под общим восьмым номером командой «Коннектикут Сан». Играет на позиции тяжёлого форварда и центровой.

## Ранние годы
Брайонна родилась 18 декабря 1995 года в Балтиморе, крупнейшем городе Мэриленда, в семье Майкла и Санкьяри Джонс, у неё есть два брата, Джарред и Джордан, и сестра, Стефани, а выросла она в соседнем городке Абердин, где училась в одноимённой средней школе, в которой выступала за местную баскетбольную команду.